# Peraleda de la Mata (kommunhuvudort)
Peraleda de la Mata är en kommunhuvudort i Spanien.   Den ligger i provinsen Provincia de Cáceres och regionen Extremadura, i den centrala delen av landet, 160 km väster om huvudstaden Madrid. Peraleda de la Mata ligger 343 meter över havet och antalet invånare är 1 545.
Terrängen runt Peraleda de la Mata är platt. Runt Peraleda de la Mata är det glesbefolkat, med 12 invånare per kvadratkilometer. Närmaste större samhälle är Navalmoral de la Mata, 8,1 km nordväst om Peraleda de la Mata. Trakten runt Peraleda de la Mata består till största delen av jordbruksmark.